# Cleopatra V
Cleopatra Trifèna (in greco antico: Κλεοπάτρα Τρύφαινα?, Kleopàtra Trýphaina; 100 a.C./95 a.C. – 69 a.C./57 a.C.), chiamata nella storiografia moderna Cleopatra V, più raramente Cleopatra VI, è stata una regina egizia appartenente al periodo tolemaico.

## Biografia
Probabilmente figlia di Tolomeo X e Berenice III, sposò intorno all'80 a.C. il fratello Tolomeo XII, appena diventato re d'Egitto. Secondo le fonti ebbero una sola figlia, Berenice IV, ma il marito ebbe altri quattro figli: Arsinoe IV, Tolomeo XIII, Tolomeo XIV e Cleopatra la cui maternità è incerta. Esiste inoltre la possibilità che anche Cleopatra VI Trifena II fosse sua figlia. Nel 58 a.C., in seguito alla cacciata del fratello-marito, regnò con la figlia Berenice IV fino alla morte avvenuta nel 57 a.C.

## Fonti storiografiche
Data la scarsità delle fonti, poco si sa con certezza di Cleopatra Trifèna. Viene menzionata per la prima volta nel 79 a.C. in due papiri; uno di questi risale al 17 gennaio del 79 a.C. La dubbia paternità e la data di nascita incerta sono in parte da attribuire alla possibile esistenza di una seconda Cleopatra Trifèna (Cleopatra Trifèna II o Cleopatra VI) sua figlia, da cui la numerazione "Cleopatra V", che è però attribuita talvolta anche alla precedente regina Cleopatra Selene.